# James West (atleta)
James West (30 gennaio 1996) è un mezzofondista britannico.

## Palmarès
| Anno | Manifestazione   | Sede      | Evento       | Risultato | Prestazione | Note |
| ---- | ---------------- | --------- | ------------ | --------- | ----------- | ---- |
| 2017 | Europei Under 23 | Bydgoszcz | 1500 m piani | Batteria  | 3'44"72     |      |
| 2023 | Europei indoor   | Istanbul  | 3000 m piani | 8º        | 7'48"22     |      |
| 2025 | Europei indoor   | Apeldoorn | 3000 m piani | 5º        | 7'51"46     |      |

## Campionati nazionali
2012
- 8º ai campionati britannici under-17, 1500 m piani - 4'00"01

2013
- 9º ai campionati britannici under-20, 1500 m piani - 4'00"14

2014
- 10º ai campionati britannici under-20, 1500 m piani - 3'55"60
- Argento ai campionati britannici under-20 indoor, 1500 m piani - 3'54"40

2015
- Eliminato in batteria, 1500 m piani - 3'53"73
- 5º ai campionati britannici under-20, 1500 m piani - 3'53"16
- Oro ai campionati britannici under-20 indoor, 1500 m piani - 3'51"79

2016
- Eliminato in batteria ai campionati britannici, 1500 m piani - 3'46"67

2017
- 6º ai campionati britannici, 1500 m piani - 3'49"19
- Bronzo ai campionati britannici indoor, 1500 m piani - 3'47"36
- Argento ai campionati britannici under-23, 1500 m piani - 3'44"34

2018
- 7º ai campionati britannici, 1500 m piani - 3'48"48

2019
- 5º ai campionati britannici, 1500 m piani - 3'49"94

2020
- 4º ai campionati britannici, 1500 m piani - 3'51"93

2021
- 6º ai campionati britannici, 1500 m piani - 3'44"45

2022
- Argento ai campionati britannici, 5000 m piani - 13'44"47
- 11º ai campionati britannici, 1500 m piani - 3'52"65
- Bronzo ai campionati britannici indoor, 3000 m piani - 7'53"95

2023
- Oro ai campionati britannici, 5000 m piani - 13'42"03
- Oro ai campionati britannici indoor, 3000 m piani - 7'49"78

2024
- Oro ai campionati britannici indoor, 3000 m piani - 7'51"09

## Altre competizioni internazionali
2017
- 11º al British Grand Prix ( Birmingham), 3000 m piani - 8'16"32

2018
- 10º ai London Anniversary Games ( Londra), 1500 m piani - 3'36"59

2019
- Bronzo negli Europei a squadre ( Bydgoszcz), 3000 m piani - 8'02"97
- 13º ai London Anniversary Games ( Londra), miglio - 3'56"79

2020
- 5º al Doha Diamond League ( Doha), 1500 m piani - 3'34"07

2021
- 14º al British Grand Prix ( Gateshead), miglio - 3'59"05

2022
- 10º al Prefontaine Classic ( Eugene), 1500 m piani - 3'38"44